# Концесієдавець
Концесієдавець - орган виконавчої влади чи відповідний орган місцевого самоврядування, уповноважений відповідно Кабінетом Міністрів України чи органами місцевого самоврядування на укладення концесійного договору.